# Nils Petrat

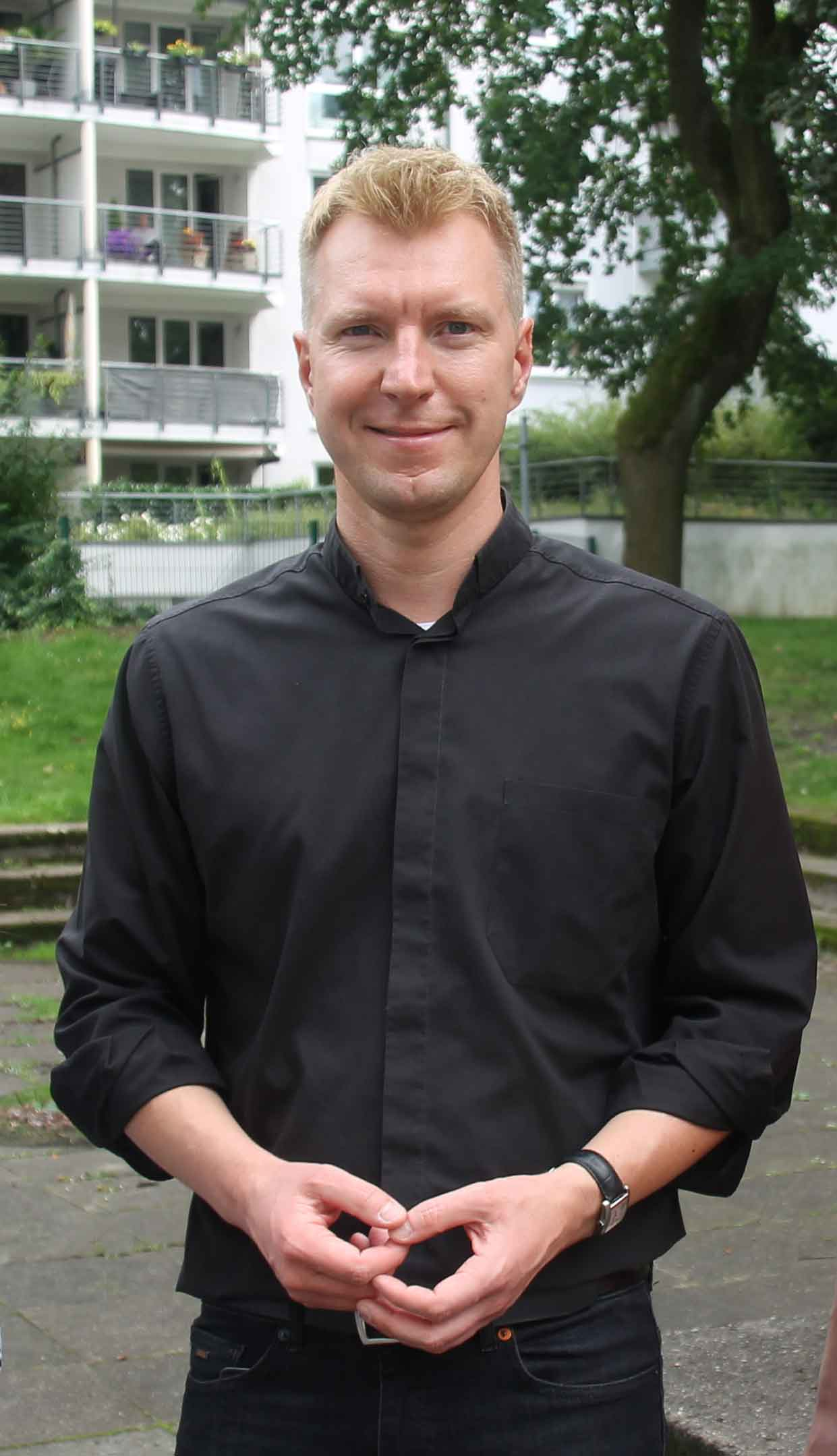
Pfarrer Dr. Nils Petrat im August 2023

Nils Petrat (* 23. Juli 1980 in Datteln) ist ein römisch-katholischer Geistlicher im Erzbistum Paderborn.

## Leben
Nils Petrat wuchs in Castrop-Rauxel-Ickern auf. Nach einer Mitarbeit in einem Wiederaufbaucamp in Bosnien-Herzegowina entschloss er sich, Priester zu werden. Nach seinem Abitur am Adalbert Stifter Gymnasium in Castrop-Rauxel im Jahre 2000 studierte er in Münster, Rom und Paderborn Theologie.
Seine Diakonatszeit verbrachte er in St. Katharina Unna. 2007 empfing er in der St.-Peter-und-Paul-Kirche in Herne die Diakonenweihe, 2008 im Hohen Dom zu Paderborn die Priesterweihe.
Nach seiner Primiz in St. Barbara in Ickern war er zunächst in St. Petri Hüsten tätig, bevor er im Oktober 2011 Studentenpfarrer in Paderborn wurde. Nachdem er bereits 2013 das Lizentiat für Kanonisches Recht an der Universität Münster erworben hatte, schloss er 2017 erfolgreich seinen Promotionsstudiengang in Theologie an der Theologischen Fakultät in Paderborn ab.
Von 2011 bis 2017 war er zusätzlich als Subsidiar in Elsen und Wewer tätig. Im Januar 2017 wurde er zum Domvikar und im Herbst 2017 zum Dompastor an der Paderborner Metropolitan Kirche ernannt. Von 2020 bis 2021 arbeitete er am Erzbischöflichen Diözesangericht als Richter.
Nach knapp 5-jährigem Wirken am Paderborner Dom und nach 10 Jahren als Studierendenpfarrer (Studentenpfarrer) verließ Nils Petrat Ende des Jahres 2021 Paderborn. Er arbeitete anschließend an einem Projekt der Jesuiten auf dem Campus der Hochschule St. Georgen in Frankfurt am Main mit: Die „Zukunftswerkstatt SJ“ und einem „Berufungscampus“ als deutschlandweites Zentrum für Berufungspastoral der katholischen Kirche.
Bekannt ist er durch seinen Youtube-Kanal „Seelenstärker“ des Erzbistums Paderborn mit mehr als 152 Folgen, diversen anderen Formaten und TV-Gottesdienste. Besonders machten ihn die kirchliche TV-Sendung „Motzmobil“ aus dem Privaten Sender ProSieben deutschlandweit bekannt, in der er Leute einlädt, in ein Yellow-Cab-Taxi einzusteigen, um ihren Frust über diverse Alltagsthemen abzulassen.
Neben der Spiritualität und Seelsorge widmet er sich der Verbindung von Kirche und Gesellschaft sowie Politik.
Dazu nahm er beim Bundestagsabgeordneten Casten Linnemann ein 4-wöchiges Praktikum an, das ihm im Frühjahr 2023 nach Berlin führte.
Im August 2023 wechselte er zunächst als Pastor in die St. Dionysius Gemeinde Herne. Am 1. März 2024 wurde er als leitender Pfarrer dieser Gemeinde im Hohen Dom zu Paderborn installiert und am 17. März 2024 eingeführt. Zum 1. April 2024 wurde ihm das Amt des 1. stellvertretenden Dechanten im Dekanat Emschertal übertragen.
Im Frühjahr 2024 erfolgte zusätzlich eine Lehrbeauftragung für Kirchenrecht am „Campus für Theologie und Spiritualität Berlin gGmbH“ im Cluster „Zeitdiagnostik“ mit dem Thema „Veränderte Maßstäbe? Ethik und Recht im gesellschaftlichen Wandel“.

## Werke
- Gebetsräume in öffentlichen Gebäuden : ein Trendphänomen kirchenrechtlich betrachtet. Ludgerus-Verlag, Essen 2015, ISBN 978-3-87497-287-1
- Wer gehört wirklich zur katholischen Kirche? Kirchenzugehörigkeit zwischen Kanonistik und Dogmatik. Verlag Ferdinand Schöningh, Paderborn 2018, ISBN 978-3-657-78872-9
- Eine Sache des Vertrauens – Mitten im Leben glauben. Bonifatius Verlag, Paderborn 2021, ISBN 978-3-89710-892-9.
- Endlich mal ankommen – Wie du deinen Platz im Leben findest. Bonifatius Verlag, Paderborn 2023, ISBN 978-3-98790-006-8.